# Ryan Blaney
Ryan Michael Blaney (* 31. Dezember 1993 in Hartford, Ohio) ist ein US-amerikanischer NASCAR-Rennfahrer. Er fährt für Team Penske den Ford Mustang mit der Nr. 12. Er ist der Sohn des ehemaligen NASCAR Cup und Xfinity Fahrers Dave Blaney.

## Leben
Bereits im Alter von 9 fuhr er Rennen in der Quarter Midget Serie. Dort gewann er auch sein allererstes offizielles Rennen. Mit 12 gewann er seine erste Meisterschaft. Mit 14 debütierte er in bei den Late Models. Ein Jahr später gewann er dort sein erstes Rennen und gewann den Rookie Titel.
Durch diese frühen Erfolge bekam er einige Gastauftritte in der NASCAR Truck Serie und NASCAR Nationwide Serie. Bereits sein erstes Rennen in der Nationwide Serie beendete er auf dem siebten Platz.
2012 gewann er auf dem Iowa Speedway sein erstes NASCAR Truck Series Rennen. Im Alter von 18 Jahren, 8 Monaten und 15 Tagen, war er zu diesem Zeitpunkt der jüngste Rennsieger in dieser Serie. Damit löste er Kyle Busch ab, der diesen Rekord 2005 im Alter von 20 Jahren aufstellte.
Nach sporadischen Einsätzen im NASCAR Cup, bekam er 2016 einen Vollzeitvertrag in der höchsten NASCAR Liga bei Wood Brothers Racing. Dort fuhr er den Ford Fusion mit der Startnummer 21. 2017 konnte er in Pocono sein erstes Rennen im Cup gewinnen.
2018 startete Team Penske mit drei Wagen, statt bisher zwei. Neben Joey Logano und Brad Keselowski wurde Ryan Blaney als dritter Pilot engagiert. Dort bekam er die Startnummer 12. Insgesamt konnte er bislang sieben Rennen in der NASCAR Cup Series gewinnen und erreichte in den Jahren 2019 und 2021 die Playoff-Runde der letzten Acht, was am Ende Platz 7 in der Gesamtwertung bedeutete.

## Film und Fernsehen
Pixar widmete Ryan Blaney 2017 im Film Cars 3 die Figur Ryan „Inside“ Laney, welche Blaney selbst synchronisierte. Im gleichen Jahr hatte er einen Gastauftritt als Lieferjunge im Film Logan Lucky. 2018 hatte er einen Gastauftritt in der Serie Taken – Die Zeit ist dein Feind. Zusammen mit Austin Dillon und Cole Custer hatte er 2021 zwei Gastauftritte in der Netflix-Serie The Crew.